# Spiracanthus bovichthys
Spiracanthus bovichthys is een soort haakworm uit de familie Arhythmacanthidae. De wetenschappelijke naam van de soort werd voor het eerst geldig gepubliceerd in 2002 door Munoz en George-Nascimento.